# Cerapachys binodis
Cerapachys binodis är en myrart som beskrevs av Auguste-Henri Forel 1910. Cerapachys binodis ingår i släktet Cerapachys och familjen myror. Inga underarter finns listade.